# Anna Bem-Borucka

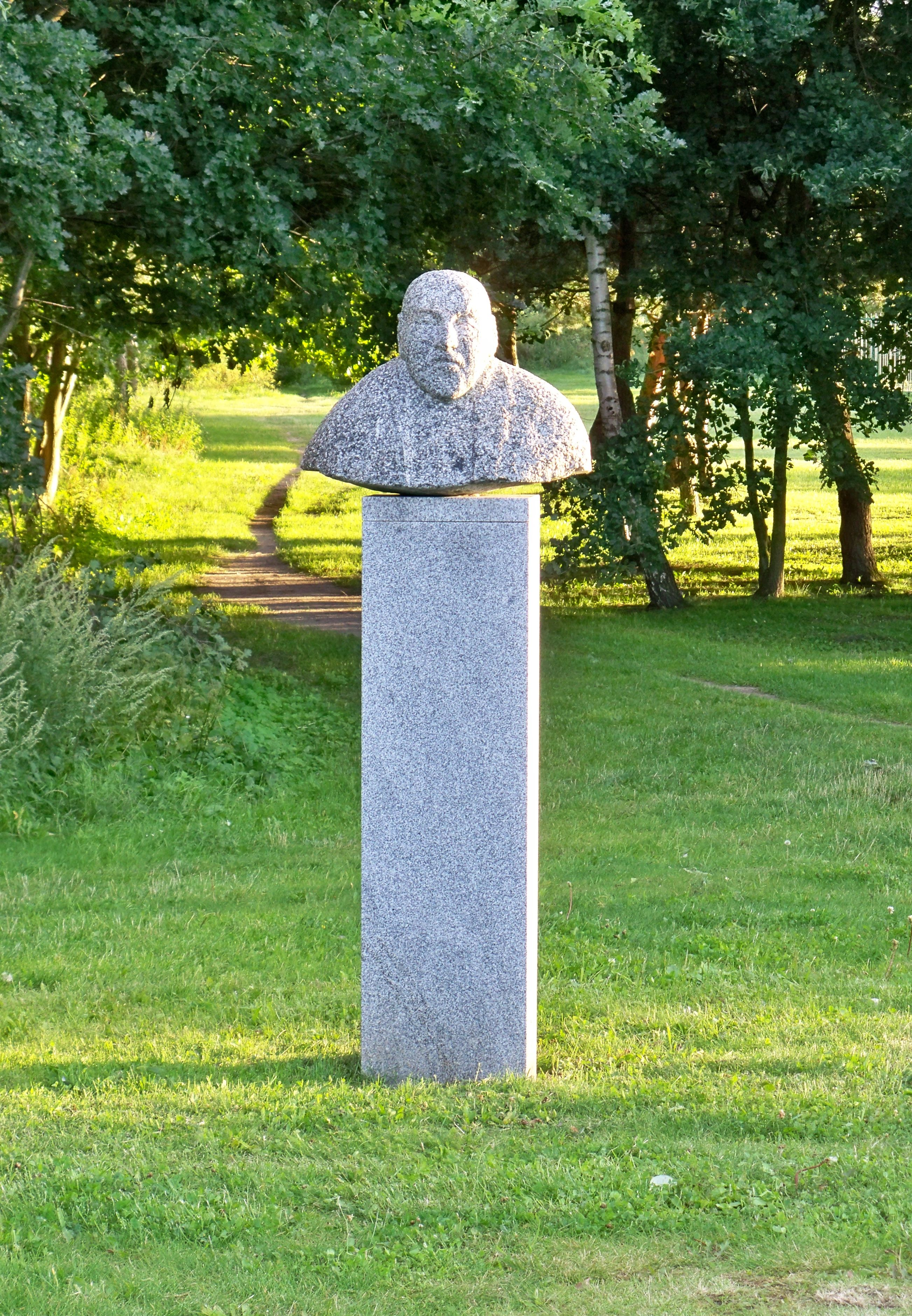
Günter Grass, praca Anny Bem-Boruckiej

Anna Bem-Borucka (ur. 1955 w Sopocie) – polska rzeźbiarka, profesor Akademii Sztuk Pięknych w Gdańsku.

## Życiorys
Studiowała w latach 1975–1980 na Wydziale Rzeźby w Państwowej Wyższej Szkoły Sztuk Pięknych w Gdańsku (obecnie ASP w Gdańsku). Dyplom uzyskała w 1980 r. w pracowni profesora Adama Smolany. Po studiach podjęła pracę na gdańskiej uczelni, początkowo na Wydziale Rzeźby. Od 1993 roku prowadzi Pracownię Rzeźby na Wydziale Architektury i Wzornictwa. Jest profesorem nadzwyczajnym.
Uczestniczka wielu wystaw indywidualnych i zbiorowych. Prace artystki znajdują się w zbiorach prywatnych i muzealnych, m.in. w Polsce, Niemczech, Szwecji, Francji, Włoszech, Belgii, Holandii.